# 안나 리 피셔

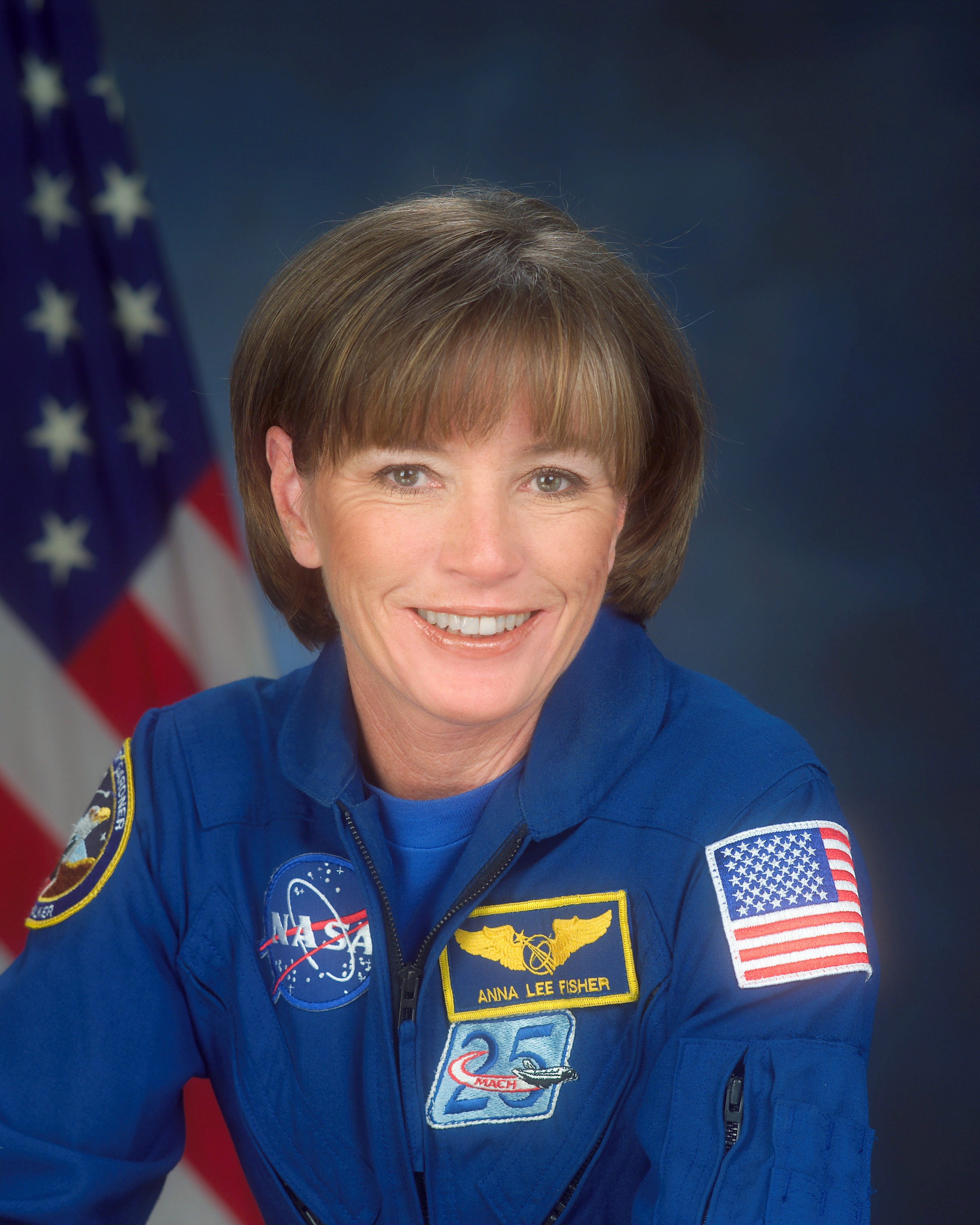
2002년 모습

안나 리 피셔(Anna Lee Fisher, 1949년 8월 24일 ~ )는 미국의 화학자, 응급 의사 및 전직 NASA 우주 비행사이다. 동료 우주비행사인 빌 피셔와 결혼하여 두 자녀의 어머니인 그녀는 1984년에 우주 비행을 한 최초의 어머니가 되었다. NASA에서 근무하는 동안 그녀는 우주왕복선, 국제우주정거장, 오리온 우주선이라는 세 가지 주요 프로그램에 참여했다.
UCLA(캘리포니아 대학교 로스앤젤레스)를 졸업하고 1971년 화학 학사 학위를 취득한 피셔는 화학 대학원을 시작하여 금속 카보레인의 엑스선결정학 연구를 수행했다. 다음 해에 그녀는 UCLA 의과대학으로 옮겨 1976년에 의학박사 학위를 받았다. 1977년 캘리포니아주 토런스에 있는 하버 종합병원에서 인턴십을 마치고 응급의학을 전공하기로 결정했다.
피셔는 1978년 1월 여성이 포함된 최초의 NASA 우주 비행사 그룹인 NASA 우주 비행사 그룹 8의 우주 비행사 후보로 선정되었다. 그녀는 캐나담(Canadarm) 원격 조작 시스템의 개발 및 테스트와 페이로드 베이 테스트를 위한 우주 비행사 사무실 대표가 되었다. 문 비상 우주 유영 절차. 처음 4번의 우주 왕복선 임무를 위해 그녀는 비행을 지원하는 수색 및 구조 헬리콥터에 배정되었다. 다음 네 번의 임무에서 그녀는 SAIL(Shuttle Avionics Integration Laboratory)에서 비행 소프트웨어 검증에 참여했으며 케네디 우주 센터에서 차량 통합 및 페이로드 테스트를 지원한 우주 비행사 중 한 명인 "케이프 크루세이더"(Cape Crusader)였다. 그녀는 1984년 11월 STS-51-A 임무의 디스커버리 우주왕복선(Space Shuttle Discovery)을 타고 우주 비행을 했으며, 그 동안 그녀는 캐나담을 사용하여 잘못된 궤도에 배치된 두 개의 위성을 회수했다.
1989년부터 1995년까지 가족을 부양하기 위해 휴직한 후 피셔는 우주 비행사 사무실로 돌아와 국제 우주 정거장(ISS)을 지원하는 절차 및 훈련 문제를 담당했다. 그녀는 2011년 1월부터 2013년 8월까지 캡슐 커뮤니케이터(CAPCOM)였으며 ISS 익스페디션 33의 수석 CAPCOM이었다. 그녀는 2017년 4월 NASA에서 은퇴할 때까지 오리온 우주선용 디스플레이 개발에 참여했다.